# Moya (architecture)

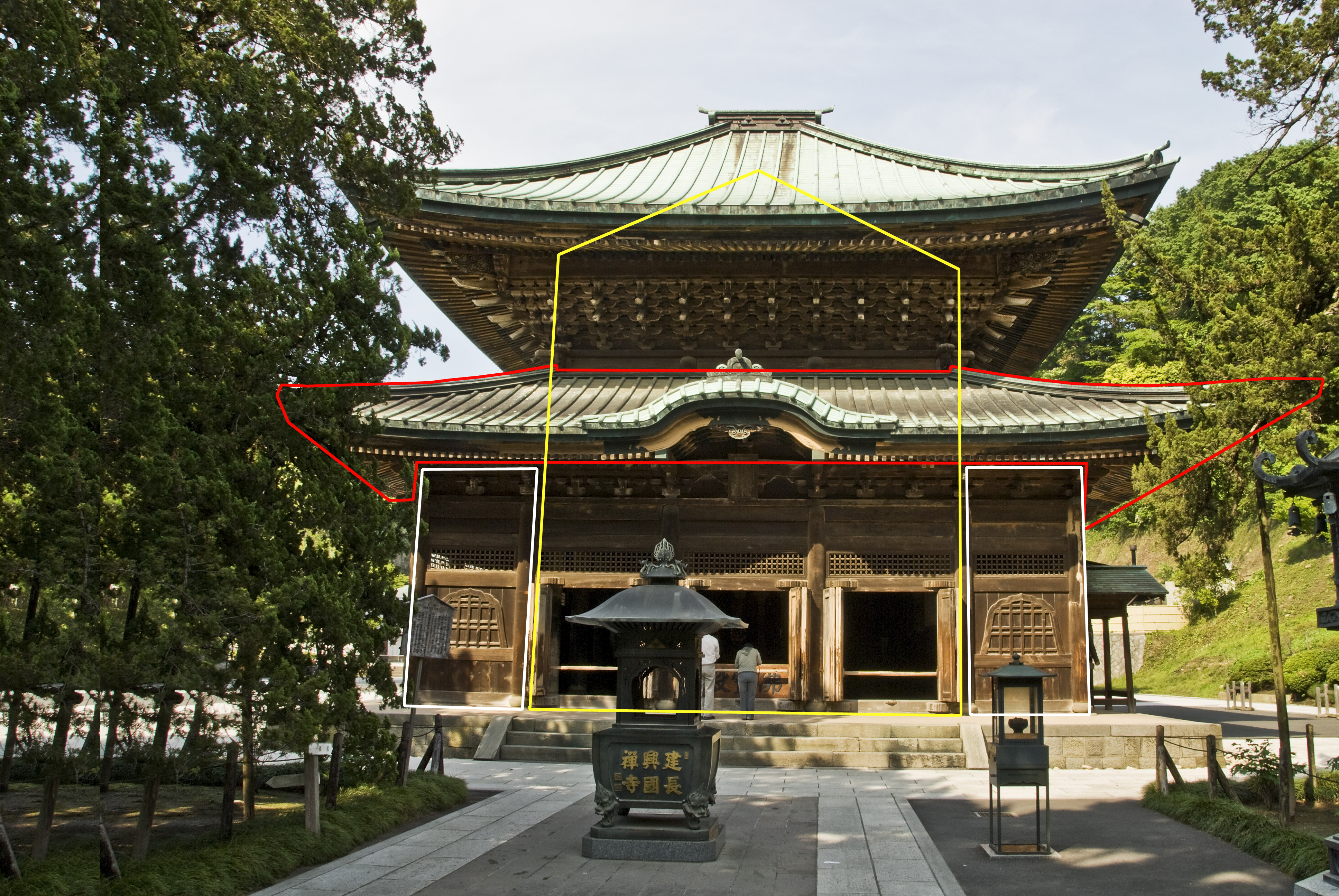
En jaune : moya ; en blanc : hisashi ; en rouge : mokoshi.

En architecture japonaise, le moya (母屋) est le cœur d'un bâtiment. À l'origine, la partie centrale d'un bâtiment résidentiel est appelée moya. Après l'arrivée du bouddhisme au Japon au VIe siècle, moya sert à désigner l'aire centrale sacrée d'un bâtiment du temple. Celui-ci est généralement entouré d'espaces semblables à des ailes appelés hisashi. Dans les temples construits dans le style irimoya, la partie pignon couvre généralement le moya tandis que la partie[Laquelle ?] couvre les ailes.

## Plan d'étage d'unbutsuden

Plan d'étage d'un butsuden.

Le dessin montre le plan d'étage d'un butsuden zen typique tel que celui de la photo ci-contre d'Engaku-ji à Kamakura. Le noyau du bâtiment (moya) fait 3 × 3 ken de large et est entouré des quatre côtés par un hisashi large de 1 ken, amenant les dimensions externes de l'édifice à un total de 5 × 5 ken. Parce que le hisashi est couvert par un toit en pente indépendant, le butsuden semble avoir deux étages mais n'en possède en fait qu'un.
Ce toit en pente décoratif qui ne correspond à aucune division verticale interne est appelé mokoshi (裳階・裳層, aussi prononcé shōkai), littéralement « étage en jupe » ou « étage en manchon ».
La même structure se retrouve dans un tahōtō avec le même effet : la structure semble avoir un second étage, ce qui, en fait, n'est pas le cas.